# Тяжёлая атлетика на летней Спартакиаде народов СССР 1975
Соревнования по тяжёлой атлетике на VI летней Спартакиаде народов СССР прошли с 4 по 11 июля 1975 года в Вильнюсе (Литовская ССР). В рамках этого турнира был также проведён 50-й чемпионат СССР. 185 участников из команд всех союзных республик, Москвы и Ленинграда были разделены на 10 весовых категорий и соревновались в двоеборье (рывок и толчок).

## Медалисты
| Категория    | Золото                                                      | Золото                 | Серебро                                                   | Серебро                | Бронза                                                            | Бронза                 |
| До 52 кг     | Александр Воронин «Труд» РСФСР (Кемерово)                   | 232,5 кг (102,5 + 130) | Геннадий Петров Вооружённые Силы РСФСР (Куйбышев)         | 230 кг (100 + 130)     | Александр Сеньшин Вооружённые Силы Украинская ССР (Ворошиловград) | 225 кг (95 + 130)      |
| До 56 кг     | Владимир Ли Вооружённые Силы Киргизская ССР (Фрунзе)        | 250 кг (112,5 + 137,5) | Рафаил Беленков «Спартак» Белорусская ССР (Минск)         | 250 кг (107,5 + 142,5) | Анатолий Лю-Шин «Локомотив» Казахская ССР (Семипалатинск)         | 242,5 кг (100 + 142,5) |
| До 60 кг     | Николай Колесников «Труд» РСФСР (Ростов-на-Дону)            | 280 кг (120 + 160)     | Владимир Головко «Буревестник» РСФСР (Новосибирск)        | 270 кг (112,5 + 157,5) | Иван Казаков Вооружённые Силы Москва                              | 270 кг (117,5 + 152,5) |
| До 67,5 кг   | Мухарбий Киржинов Вооружённые Силы Москва                   | 300 кг (130 + 170)     | Сергей Певзнер Вооружённые Силы РСФСР (Ростов-на-Дону)    | 295 кг (122,5 + 172,5) | Эдуард Дергачёв «Динамо» Белорусская ССР (Минск)                  | 295 кг (135 + 160)     |
| До 75 кг     | Валентин Михайлов «Авангард» Украинская ССР (Ворошиловград) | 327,5 кг (142,5 + 185) | Валерий Смирнов Вооружённые Силы Ленинград                | 325 кг (142,5 + 182,5) | Вардан Милитосян «Ашхатанк» Армянская ССР (Ленинакан)             | 325 кг (140 + 185)     |
| До 82,5 кг   | Валерий Шарий Вооружённые Силы Белорусская ССР (Минск)      | 365 кг (162,5 + 202,5) | Борис Павлов «Спартак» Украинская ССР (Донецк)            | 347,5 кг (150 + 197,5) | Игорь Калачников «Динамо» Москва                                  | 342,5 кг (150 + 192,5) |
| До 90 кг     | Давид Ригерт «Труд» РСФСР (Шахты)                           | 382,5 кг (172,5 + 210) | Сергей Полторацкий «Спартак» Украинская ССР (Хмельницкий) | 375 кг (165 + 210)     | Юрий Беляев Вооружённые Силы Азербайджанская ССР (Баку)           | 365 кг (155 + 210)     |
| До 100 кг    | Бронюс Мачернис «Немунас» Литовская ССР (Шилуте)            | 370 кг (170 + 200)     | Руслан Таркил «Гантиади» Грузинская ССР (Сухуми)          | 360 кг (160 + 200)     | Игорь Велизарьев «Труд» Москва                                    | 360 кг (155 + 205)     |
| До 110 кг    | Василий Мажейков Вооружённые Силы Казахская ССР (Алма-Ата)  | 392,5 кг (172,5 + 220) | Юрий Зайцев «Енбек» Казахская ССР (Темиртау)              | 387,5 кг (165 + 222,5) | Гагик Арутюнян «Буревестник» Армянская ССР (Ереван)               | 385 кг (172,5 + 212,5) |
| Свыше 110 кг | Василий Алексеев «Труд» РСФСР (Шахты)                       | 422,5 кг (177,5 + 245) | Валентин Кузьмин «Динамо» РСФСР (Волгоград)               | 402,5 кг (170 + 232,5) | Асланбек Еналдиев «Спартак» РСФСР (Орджоникидзе)                  | 402,5 кг (175 + 227,5) |